# Granulocit neutrofil
Granulocitele neutrofile, cu denumirea alternativa de neutrofile sau granulocite poli, sunt granulocitele responsabile pentru răspunsului imunitar împotriva fungilor (ciupercilor) și a infecțiilor bacteriene, precum și a anumitor infecții virale. Neutrofilele reprezintă în jur de 54-62% din numărul total de leucocite și peste 99% din numărul total de granulocite. Numele lor provine de la faptul că aceste celule au afinitate atât pentru coloranții acizi (eozina), cât și pentru coloranții bazici, dând o colorație roz neutră. 
Nucleele neutrofilelor sunt multi-lobate și segmentate. Neutrofilele pot fi găsite oriunde în sânge, dar se află în concentrații mai mari în zonele inflamate (în cazul unei infecții bacteriene) sau în zona traumatismului. Fiind foarte motile, neutrofilele ajung la locul unei infecții într-un interval de timp destul de scurt, în jur de câteva minute, atrase de citokinele eliberate de endoteliu, mastocite si macrofage. Neutrofilele, la rândul lor, pot elibera citokine, ceea ce duce la acutizarea inflamației locale. Neutrofilele pot neutraliza agenții patogeni prin 3 metode: fagocitoză, eliberarea unor proteine anti-microbiene, precum și eliberarea unor capcane neutrofile extracelulare (NET). 
O scădere a numărului neutrofilelor (neutropenie) poate fi un simptom al:
- unei maladii ereditare;
- anemii aplastice;
- leucemie.